# Heartland (album de Real Life)
Pour les articles homonymes, voir Heartland.
Albums de Real Life
Flame
(1985)
Heartland est un album du groupe australien Real Life sorti en 1984. Enregistré et mixé à Sydney, il comprend le hit Send Me an Angel.

## Liste des morceaux
Programme 1
1. Send me an angel (Sterry-Zatorsky) – 3 min 53 s
2. Catch me I'm falling (Sterry-Zatorsky) – 4 min 02 s
3. Under the hammer (Sterry-Zatorsky) – 3 min 24 s
4. Heartland (Sterry-Zatorsky) – 4 min 56 s
5. Breaking Point (Sterry-Zatorsky) – 4-17

Programme 2
1. Broken again (Sterry-Zatorsky) – 3 min 58 s
2. Always (Sterry-Zatorsky) – 3 min 10 s
3. Openhearted (Sterry-Zatorsky) – 3 min 50 s
4. Exploding bullets (Sterry-Zatorsky) – 4 min 10 s
5. Burning blue (Sterry-Zatorsky) – 4 min 43 s